# Gymnázium P. Křížkovského s uměleckou profilací
Gymnázium P. Křížkovského s uměleckou profilací je soukromá střední škola v Komíně v Brně, která spojuje studijní obory všeobecného gymnázia a umělecké školy do jednoho studijního programu. Roku 1993 byla škola založena Františkem Pospíšilem, který byl v roce 2015 odvolán. Do 21. března 2016 byla jednatelkou gymnázia Daria Šimčáková spolu s Pavlem Matuškou, od března 2016 je jediným jednatelem Pavel Matuška.

## Studium
Učební osnovy gymnázia jsou rozšířeny o řadu povinně volitelných předmětů převážně humanitní orientace, např. dějiny umění, kulturní zeměpis, základy filozofie, latinu apod. V osnovách nechybí ani předměty přírodovědné, např. deskriptivní geometrie či počítačové technologie. Studenti mohou volit mezi čtyřmi uměleckými obory: hudebním, výtvarným, literárně nebo hudebně-dramatickým. Umělecké předměty tvoří plnohodnotnou součást vzdělávacího programu, studentům také nabízejí možnost seberealizace. K pravidelným akcím studentů patří každoročně účast na mezinárodních projektech v rámci evropských vzdělávacích projektů.[zdroj?]
Studenti i pedagogové pravidelně vystupují na veřejnosti. Od vzniku školy v roce 1993 byla uskutečněna stovka[zdroj?] koncertů a divadelních představení po celé České republice i v zahraničí. Mezi úspěšné studenty školy patří studenti výtvarného oboru. Nejenže svá díla vystavují na vlastních vernisážích, jejich obrazy zdobí také několik sálů a chodeb nemocnic, hospiců, kanceláří a dalších veřejných prostorů.[zdroj?] Výtvarné práce se také úspěšně prodávají na různých aukcích i dobročinných akcích.[zdroj?]
Absolventi školy patří mezi studenty mnoha vysokých škol. Většina absolventů pokračuje ve vysokoškolském studiu humanitních oborů, mnoho z nich však bez problémů studuje i na fakultách přírodovědného či technického směru.[zdroj?] Gymnázium P. Křížkovského s uměleckou profilací splňuje veškerá kritéria všeobecného vzdělávání a svými výsledky se právem může řadit mezi prestižní střední školy.[zdroj?]

## Scholastici musici
Scholastici musici je komorní soubor studentů Gymnázia P. Křížkovského s uměleckou profilací v Brně. Byl založen současně se vznikem umělecké školy v roce 1991.[zdroj?] Věnuje se především interpretaci vokální i instrumentální hudby od gotiky po baroko, v repertoáru má ovšem také lidové písně a díla současných skladatelů.
V rámci přirozené výměny dětských interpretů se jeho obsazení několikrát proměnilo, až se soubor nakonec ustálil v podobě vokálně instrumentálního tělesa, které vždy v určitých fázích své existence přináší posluchačům téměř profesionální kvalitu.
Kromě mnoha desítek koncertů po celé České republice vystoupil soubor v jedenácti zemích Evropy, Ameriky a Asie.[zdroj?]

## Divadlo Na dlažbě
Divadlo Na dlažbě je studentské divadelní studio, které pod vedením pedagogů a profesionálních divadelníků navazuje na práci studentů literárně-dramatického, hudebního a výtvarného oboru Gymnázia P. Křížkovského s uměleckou profilací. Divadelní projekty, aspirující na svébytná divadelní představení, jsou realizovány i jako absolventské projekty studentů gymnázia v prostorách brněnských kulturních stánků (např. Divadlo Polárka, Dělňák Líšeň) a jsou dále rozvíjeny a reprízovány na uměleckých setkáních (divadelní festivaly, brněnská Muzejní noc, představení pro základní a střední školy).
Soubor tvoří současní studenti gymnázia, absolventi a hosté, mezi nimiž jsou amatérští i profesionální herci. V současné době funguje divadelní soubor za plné finanční, technické i administrativní podpory Gymnázia P. Křížkovského s uměleckou profilací.[zdroj?]